# Bois-Anzeray
Bois-Anzeray település Franciaországban, Eure megyében. Lakosainak száma 186 fő (2022. január 1.). Bois-Anzeray Bois-Normand-près-Lyre, Chambord, La Haye-Saint-Sylvestre, La Vieille-Lyre és Mesnil-en-Ouche községekkel határos.

## Népesség
A település népességének változása:
| Lakosok száma | 145  | 133  | 148  | 155  | 174  | 176  | 176  | 174  | 171  | 186  |
|               | 1968 | 1982 | 1990 | 2006 | 2013 | 2015 | 2017 | 2019 | 2020 | 2022 |